# Глинськ (середньовічне місто)
Глинськ (д.-рус. Глинескъ) — місто, відоме з письмових джерел XV—XVI століть. Центр Глинського князівства.

## Історія
Згідно з створеним у XVI столітті родоводом, у 80-х роках XIV століття прабатько князів Глинських Мансур (син темника Мамая) «зарубил» три міста: Глинськ, Полтаву та Глинницю. Після смерті Мансура ці міста успадкував його старший син Алекса, який став васалом великого князя литовського Вітовта. Внаслідок поразки Вітовта у битві на Ворсклі (1399 рік) вотчину Глинських розорили золотоординські війська під проводом хана Тимур-Кутлуга та беклярібека Єдигея. Протягом усього XV століття родові землі Глинських залишалися майже безлюдними. В 1498 їх поділили між собою брати Богдан і Григорій Глинські: першому (старшому) дісталося Посулля, другому — береги Ворскли і Мерли, а також городище Полствін на Удаї.
Глинськ згадується в літописному «Списку руських міст далеких і близьких», складеному не пізніше 1449 року. Його назва зустрічається в ярликах кримських ханів литовським князям, датованих 1461—1560 роками.

## Розташування

### На Сулі
Глинськ часто ототожнюється з однойменним селом на правому березі Сули (нині у складі Сумської області). Прихильниками цієї версії були М. К. Любавський, Ф. І. Леонтович, П. Г. Клепацький, Ф. Є. Петрунь, С. Дзядулевич, С. Кучинський, М. М. Тихомиров, В. П. Нерознак, А. В. Куза, Ю. Ю. Моргунов. У наші дні гіпотезу про розташування середньовічного Глинська в Посуллі підтримують О. В. Русина, Д. Колодзєйчик, А. А. Астайкін, В. П. Гулевич та Є. М. Осадчий.
У південно-східній частині села Глинськ (урочище Замок) розташоване городище, що вивчалося О. Ф. Шафонським, М. І. Арандаренком, В. Г. Ляскоронським, М. О. Макаренком, М. М. Семенчиком, Ф. Б. Копиловим, М. П. Кучерою, О. В. Сухобоковим, Ю. Ю. Моргуновим, Є. М. Осадчим та О. В. Коротею. Встановлено, що на рубежі IX—X століть тут виникло поселення сіверян (носіїв роменської археологічної культури), що проіснувало до першої половини XI століття. У XII—XIII століттях в урочищі Замок перебувала давньоруська фортеця, поблизу якої розташовувався посад. Судячи з знахідок кераміки другої половини XIII—XIV століть, люди проживали тут і після монгольської навали. На думку Є. М. Осадчого, нові фортифікації Замку були зведені в XIV столітті замість зруйнованих давньоруських.
Спроби помістити середньовічний Глинськ на правобережжі Сули ускладнюються тим, що надійні свідчення власності цієї місцевості князям Глинським у відомих джерелах відсутні. Перші достовірні згадки Глінська на Сулі відносяться лише до XVII століття. Не виключено, що на місці нинішнього села знаходилося згадуване у родовіді Глинських місто Глинниця.

### На Ворсклі
Як вважають деякі дослідники, Глинськ перебував на місці сучасного села Глинського (Полтавська область), у середній течії Ворскли. Цього погляду дотримувалися Ю. Вольф, Л. В. Падалка, А. Яблоновський, О. М. Лазаревський, С. Кричинський, О. І. Баранович, М. С. Грушевський, Д. І. Мишко. Вона відображена в ряді сучасних видань. У той самий час О. Б. Супруненко, О. В. Русина та Є. М. Осадчий думають, що на Ворсклі знаходився не Глинськ, а Глинниця.
У селі Глинському розташований археологічний комплекс, що складається з двох городищ, оточених відкритими посадами. У різний час його досліджували В. Г. Ляскоронський, І. І. Ляпушкін, М. П. Кучера, О. В. Сухобоков та інші вчені. Період заселеності комплексу, шари якого відносять до роменської та давньоруської археологічних культур, тривав з IX по XIV століття. Місцеві жителі займалися землеробством, скотарством, полюванням, гончарством, обробкою дерева, чорних та кольорових металів, а також різьбленням по кістці. Важливу роль у їхньому господарстві грала риболовля. Під час розкопок одного з посадів археологи виявили ковальську майстерню. У цій частині комплексу зустрінуті матеріальні залишки другої половини XIII—XIV століть, у тому числі імпорти з Балтійського регіону, Причорномор'я та Поволжя. Наприкінці XIV століття поселення було знищене ворожим нападом, про що говорять сліди згорілих будівель з останками вбитих людей.
У першій половині XVI століття маєток Глинщина и Ворскл належав княжне Аграфені Григорівні Глинській (дружині князя Василя Домонта), а потім перейшов до її зятя Михайла Івановича Грибунова. За відомостями 1552 року, Михайло Грибунов (Грабунович) володів городищем і селищем «на реце Ворскле на имя Глинско». Наприкінці XVI — на початку XVII століть маєтком розпоряджалися шляхетські родини Байбуз та Проскур. На ці землі претендували шляхтичі Станіслав та Михайло Келбовські, Іван Луцкевич, а також князі Вишневецькі. У 1632 році польський король завітав городища Глинськ і Більськ, розташовані «над рекою Ворсклой», скарбовому писарю Петру Мировицькому. У 1634 році Глінськ дістався Лукашу Жолкевському, після перейшов до Олександра Конецпольського, а в 1646 був захоплений Єремією Вишневецьким.